# Musée de Carnuntum
Le musée de Carnuntum (appellation officielle en latin : museum Carnuntinum), situé à Bad Deutsch-Altenburg, en Basse-Autriche, conserve les artefacts découverts sur le site archéologique de l'ancienne ville romaine de Carnuntum, sur la rive gauche du Danube. Son thème est l'histoire et la vie quotidienne de l'ancien camp légionnaire et de l'ancienne ville civile de Carnuntum. Avec plus de 2 millions de pièces conservées, c'est le plus grand musée d'Autriche consacré à la civilisation romaine.

## Historique
Construit entre 1901 et 1904 par Friedrich Ohmann dans le style d'une villa de campagne antique et inauguré en 1904 par l'empereur François-Joseph Ier, le musée de Carnuntum (Museum Carnuntinum) est le plus grand musée romain d'Autriche. Une partie des découvertes archéologiques de Carnuntum est exposée dans le musée même (environ 4 000 objets), le reste est tenu en réserve au musée même et dans plusieurs autres bâtiments des environs.

## Collections

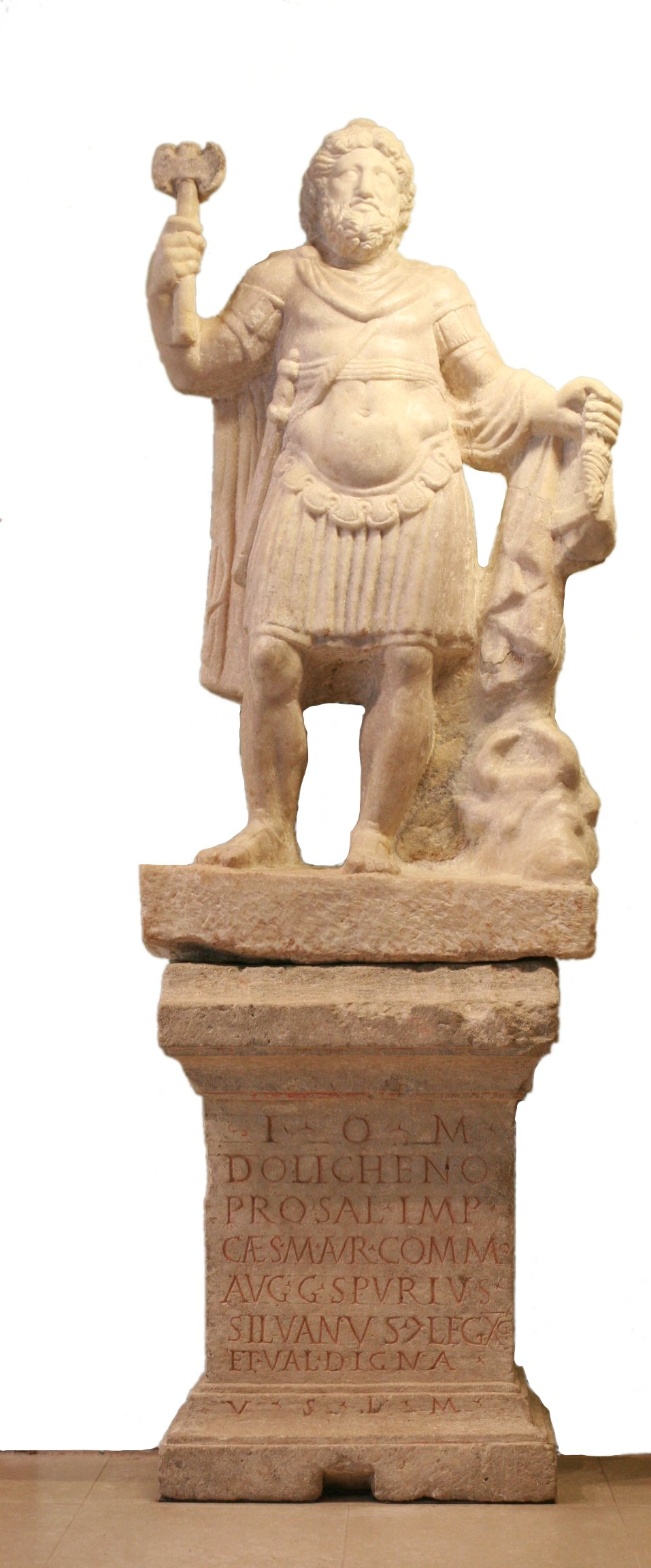
Statue de Jupiter Dolichenus (IIIe siècle).
Inscription (CIL III, 11134):
I(ovi)·O(ptimo)·M(aximo)/
DOLICHENO/
PRO·SAL(ute)·IMP(eratori)/
CAES(ari)·M(arci)·AVR(elii)·COMM(odi)/
AVG(usti)·G(aius)· SPVRIVS/
SILVANVS·(centurio)·LEG(ionis)·X·G(eminae)/
ET·VAL(eria)·DIGNA/
V(otum)·S(olverunt)·L(ibens)·M(erito)/

La base de la collection a d'abord été constituée de collections privées, l'objectif principal étant une présentation aussi complète que possible de la culture romaine, des religions et cultes orientaux, de la vie quotidienne des Romains et du développement de l'armée romaine à la frontière pannonienne du Danube. L'empereur Marc Aurèle ayant lui-même passé plusieurs années à Carnuntum pendant les Guerres marcomanes, la capitale provinciale, située aux confins de l’Empire, se trouvait être un centre stratégique de l’époque.
Les principaux objets exposés sont des pierres tombales, des mosaïques, des autels de consécration, des statues et bas-reliefs, des objets du quotidien, des pièces de monnaie, des bijoux (notamment des broches), des statues de Jupiter Dolichenus, de Mithra, des dieux syriens et égyptiens, des portraits impériaux, ainsi que des monnaies, des instruments médicaux, des répliques des armes et de l'quipement du soldat romain, et aussi des objets du quotidien, comme des instruments d'écriture, des céramiques, de la verrerie et des bijoux provenant de trouvailles funéraires.
Depuis 2004, le musée de Carnuntum a présenté des expositions sur la civilisation romaine et les dernières campagnes de fouilles effectuées à Carnuntum, ainsi que des reconstitutions des thermes et de bâtiments résidentiels de la colonie romaine.

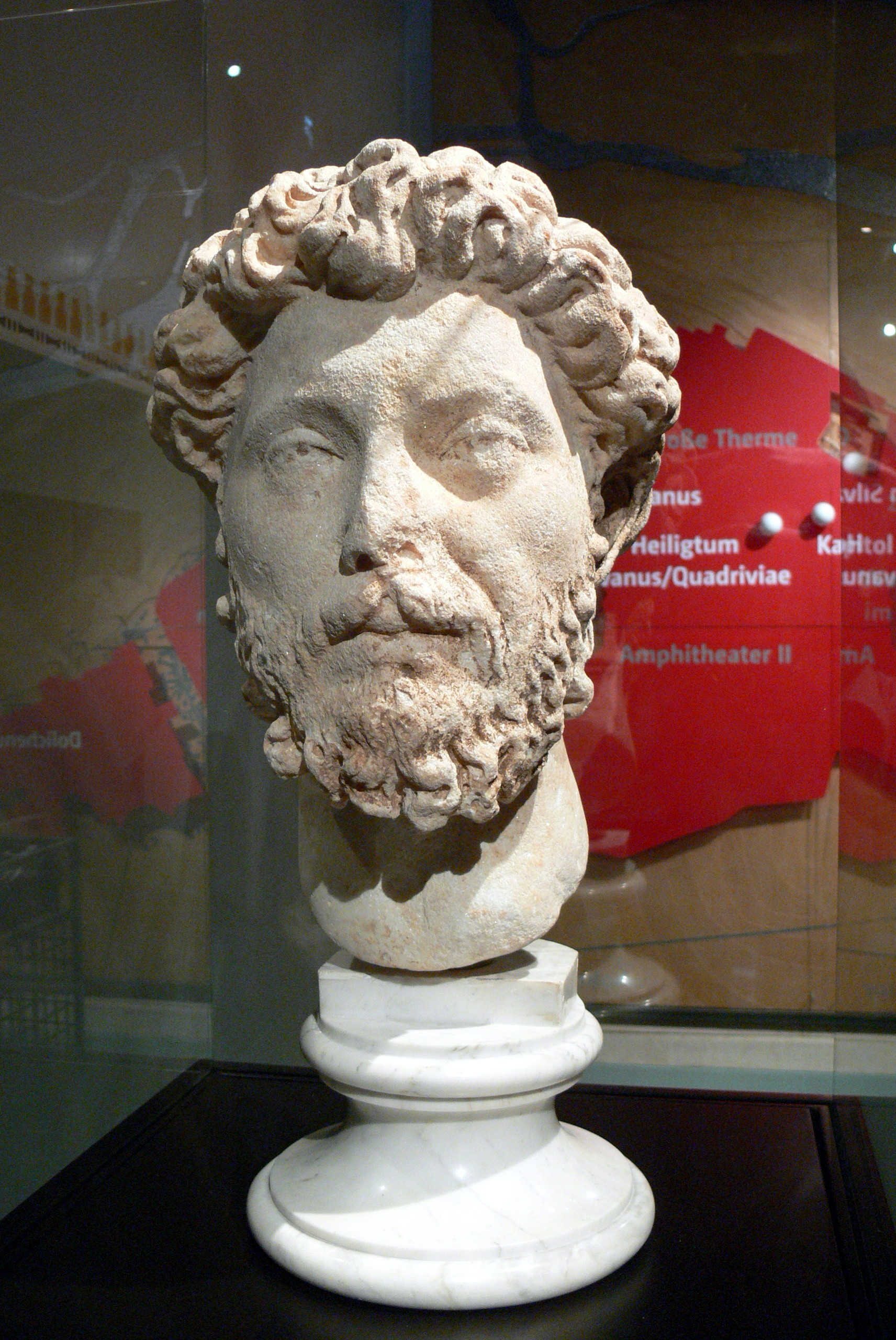
Buste de Marc Aurèle (161-180).
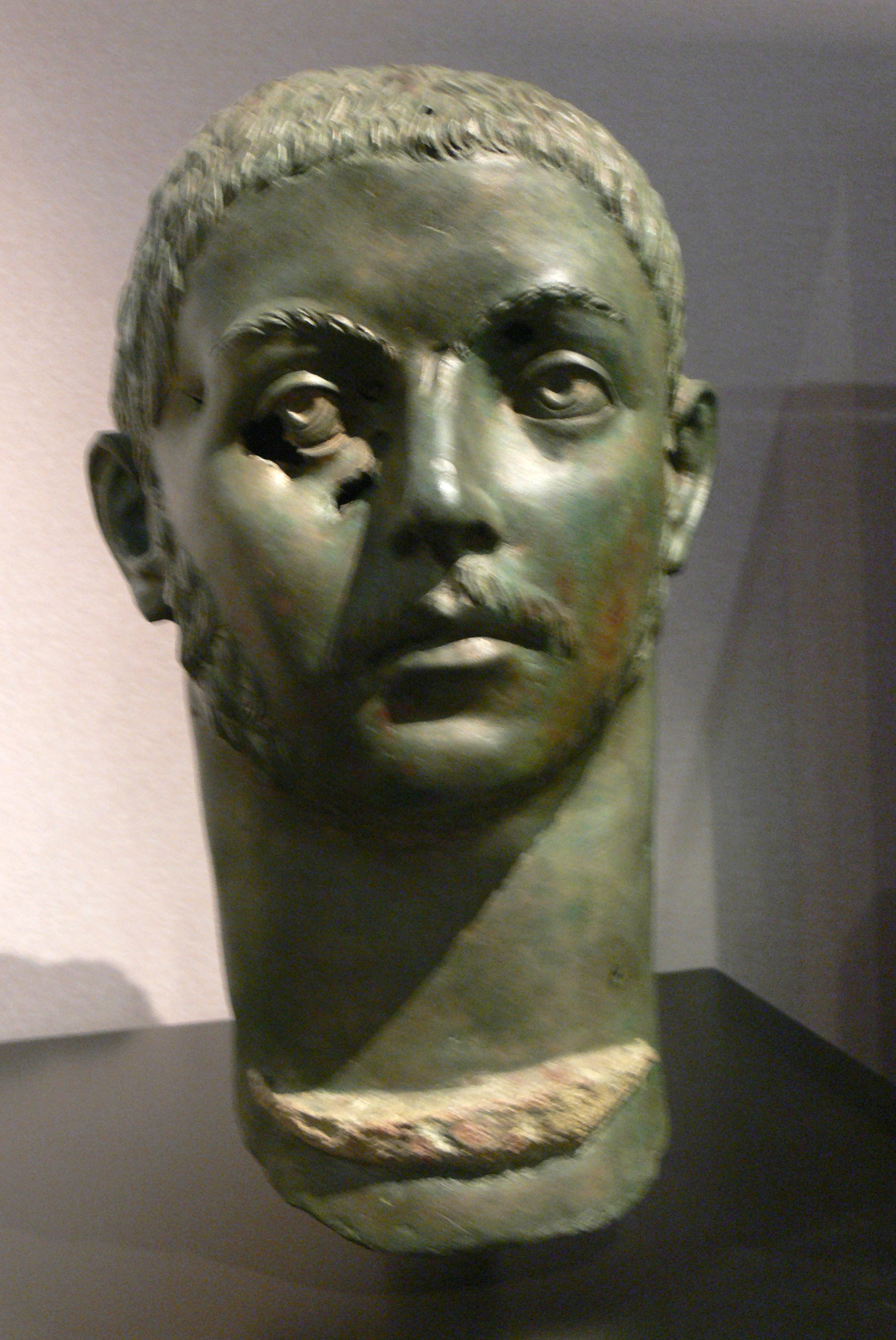
Tête de Sévère Alexandre (222-235), en bronze.
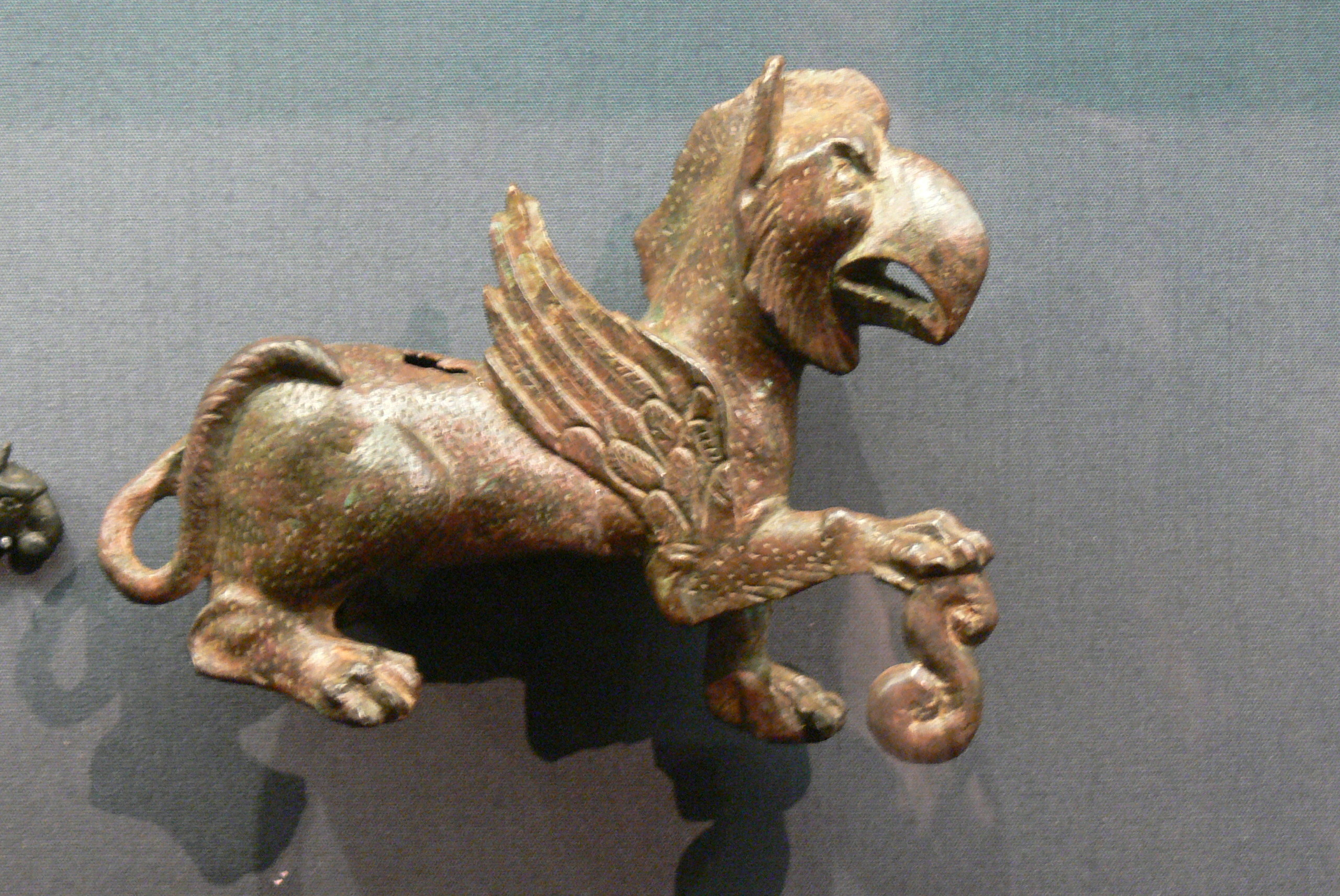
Statuette d'un griffon en bronze (Ier siècle).
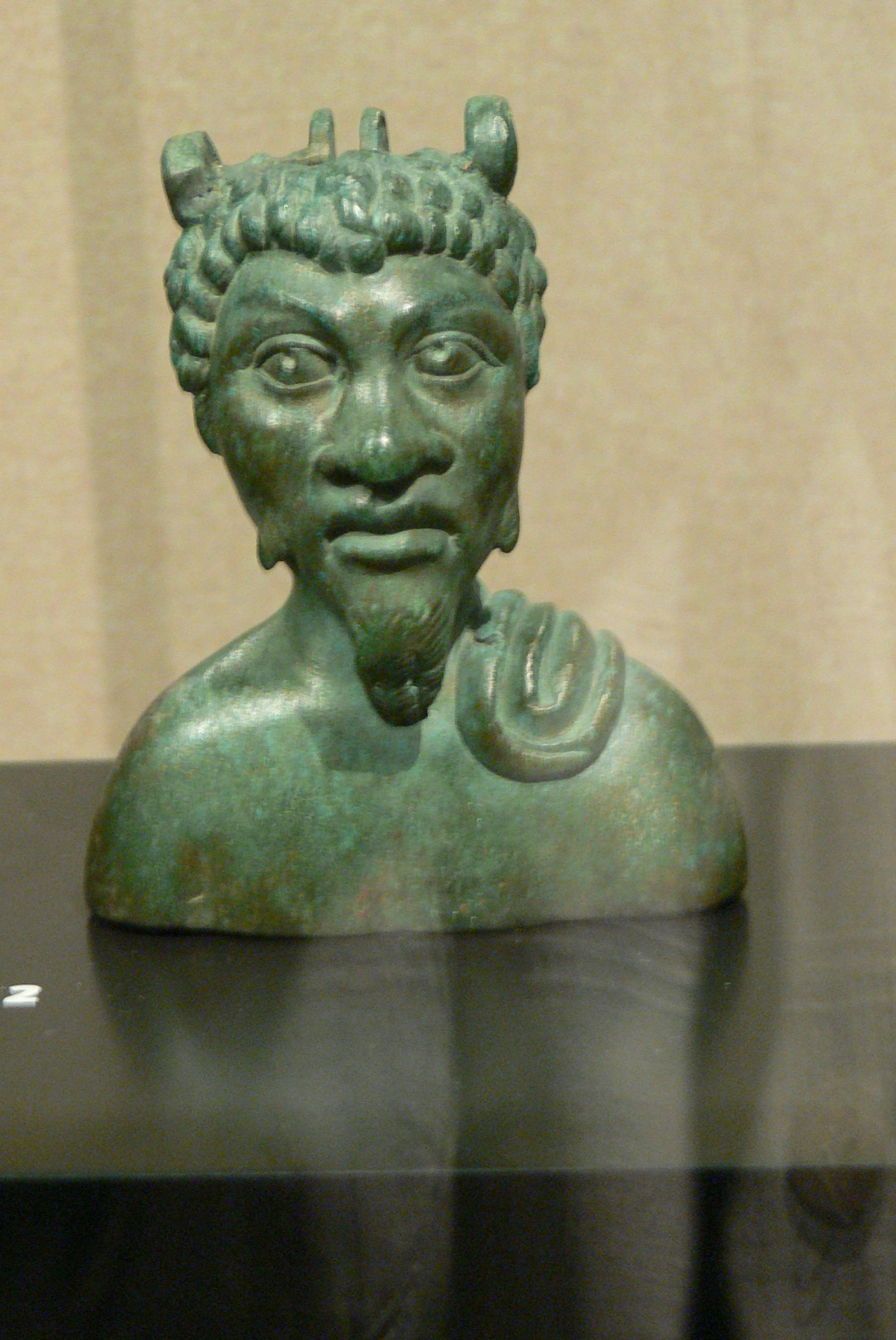
Buste d'un Africain, en bronze.
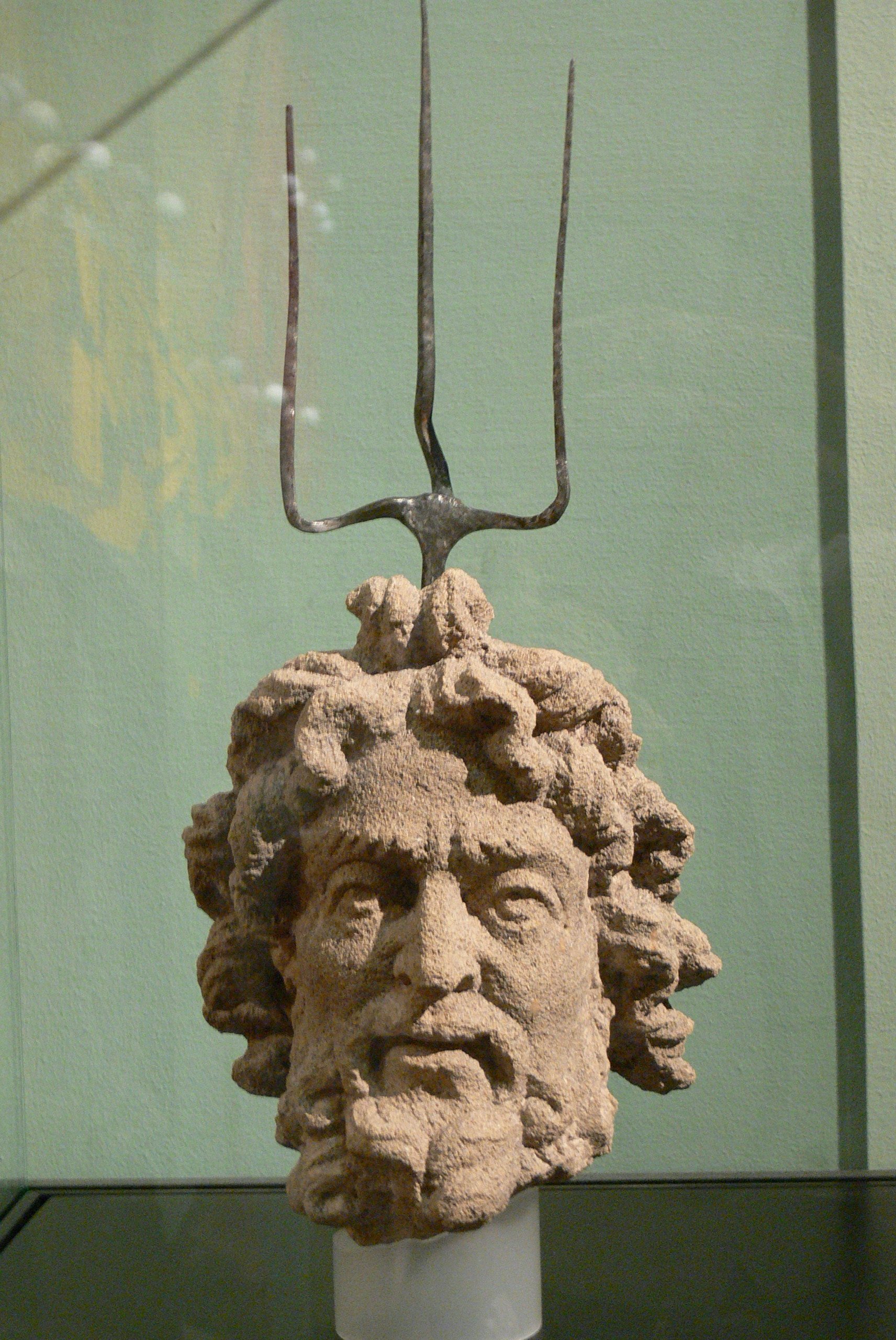
Jupiter avec attribut (IIIe siècle).